# Буров, Герман Петрович
Герман Петрович Буров (25.06.1907—04.04.1996) — старшина второй статьи Рабоче-крестьянского Красного Флота, участник Великой Отечественной войны, Герой Советского Союза (1944).

## Биография
Герман Буров родился 25 июня 1907 года в Архангельске в рабочей семье. Окончил шесть классов школы, после чего работал кочегаром-машинистом судов Северного морского пароходства. В 1931 году вступил в ВКП(б). В 1942 году был призван на службу в Рабоче-крестьянский Красный Флот, с того же года — на фронтах Великой Отечественной войны. Служил на тендере. К декабрю 1943 года старшина 2-й статьи Герман Буров был старшим мотористом тендера № 15 дивизиона тендеров Азовской военной флотилии. Отличился 8 декабря 1943 года.
В ходе высадки десанта у восточного подножья горы Митридат в районе Керчи тендер Бурова получил серьёзные повреждения. Совместно со старшиной Барцицем Буров замаскировал тендер и в течение суток, несмотря на вражеский огонь, отремонтировал его. С наступлением темноты, подобрав с берега раненых советских солдат, им удалось успешно прорваться обратно на базу.
Указом Президиума Верховного Совета СССР от 16 мая 1944 года за «образцовое выполнение боевых заданий командования на фронте борьбы с немецко-фашистским захватчиками и проявленные при этом мужество и героизм» старшина 2-й статьи Герман Буров был удостоен высокого звания Героя Советского Союза с вручением ордена Ленина и медали «Золотая Звезда» за номером 3986.
В 1944 году Буров был демобилизован, проживал в городе Советске Калининградской области. Умер в 1996 году.

## Награды
Был также награждён двумя орденами Отечественной войны 1-й степени и рядом медалей.

## Память
Имя Бурова присвоено архангельской школе № 49.
В городе Советске Калининградской области улица на которой жил Герман Петрович получила имя Бурова (ранее называлась улица Юных пионеров).